# Vispråmen Storken

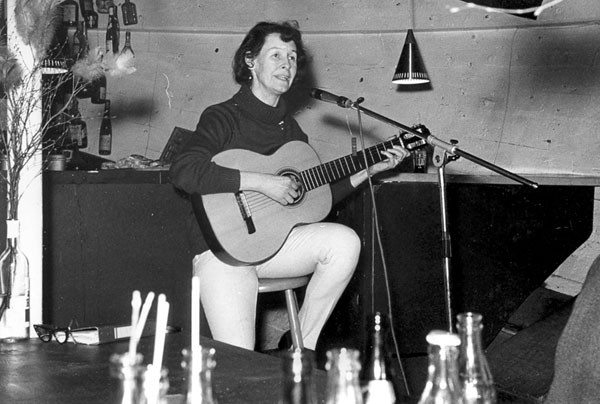
Birgitta Hylin under ett uppträdande på Vispråmen Storken, 1965.

Vispråmen Storken i Stockholm var under åren 1962–1969 ett centrum för den växande svenska visvågen. Pråmen var en viktig scen för trubadurerna Cornelis Vreeswijk, Fred Åkerström, Finn Zetterholm, Ewert Ljusberg, Git Magnusson och många andra av de mest välkända svenska visartisterna under 1960-talet. 

## Historik
Pråmen, som hade beteckningen TB 350, var först förtöjd nära Kanaanbadet i Blackeberg i nordvästra Stockholm. Konsertverksamheten började den 1 juli 1962 som en jazzklubb, The Stork Club. Hösten 1962 flyttades pråmen till Smedsudden på Kungsholmen. Relativt snart kompletterades jazzen med visframträdanden. Bland de första artisterna fanns Fred Åkerström, som upptäcktes när han arbetade i jazzklubbens garderob, och Gösta "Skepparn" Cervin, som med tiden blev konferencier och värd på klubbens viskvällar. Även Sid Jansson och Git Magnusson fungerade som programvärdar på Storken.
En av pråmens ägare var Bosse Stenhammar. Han drev senare Mosebacke Etablissement, som efterträdde Storken som den viktigaste scenen för vissångare i Stockholm, och var även drivande kraft bakom Stockholms jazzfestival. 
Pråmen och dess visartister uppmärksammades i flera radio- och TV-program. Verksamheten på Vispråmen Storken upphörde den 30 september 1969. Därefter såldes pråmen, som senare eldades upp. Under sammanlagt omkring 350 viskvällar på Storken uppträdde cirka 250 artister.

### Fotnoter
1. ↑  Vispråmen Storken i Svensk mediedatabas